# Marblehead
Marblehead est une ville des États-Unis située dans le comté d'Essex dans le Massachusetts. Elle a été fondée en 1629. 

## Histoire
À l'origine, Marblehead était un simple village de pêcheurs, installé sur le rivage, et au-dessus duquel flottait l'odeur des poissons séchant à l'air libre avant d'être exportés via le port voisin de Salem. La ville connut son apogée économique juste avant la guerre d'indépendance, avec des navires financés localement et piratant les riches vaisseaux européens. Les marins de Marblehead furent d'ailleurs très tôt impliqués dans la guerre d'indépendance. Le premier navire armé à fin de guerre, le Hannah, était équipé de canons, cordes, provisions et hommes, tous originaires de Marblehead.

## Géographie
La ville s'étend sur 50,8 km2, comprenant 39,1 km2 d'eau (76,92 % de la surface totale).

## Marblehead dans la littérature
Le journaliste Eric Pace, dans sa nécrologie de l'écrivain Harry Kemelman, parue en décembre 1996 dans les colonnes du New York Times, sous-entend que la ville de Marblehead aurait pu servir de modèle à la ville fictive de « Barnard's Crossing », dans laquelle se déroulent tous les romans mettant en scène le rabbin David Small, héros de onze de ses romans policiers et d'un livre d'entretiens fictifs.
Par ailleurs, Marblehead peut être reconnue dans la localité fictive de Granitehead dans laquelle se déroule l'essentiel du roman d'horreur de Graham Masterton, Le démon des morts. L'auteur situe Granitehead juste à l'ouest de Salem, tout comme l'est Marblehead, et on comprend qu'il a seulement remplacé, pour dénommer sa localité fictive, le marbre (marble en anglais) par le granit (granite en anglais).

## Jumelages
- Grasse (France) depuis juin 1986

## Personnalités liées

### Personnalités nées
- Gamaliel Smethurst (1738-1826), marchand, homme politique, scientifique et écrivain.
- Elbridge Gerry (1744-1814), homme politique et diplomate.
- Ward Chipman (1754-1824), avocat, juge et homme politique.
- Joseph Story (1779-1845), juge à la Cour suprême des États-Unis.
- Uriel Crocker (1796-1887), éditeur.
- John White Chadwick (1840-1904), théologien et écrivain.
- Estelle Parsons (née en 1927), actrice.
- Keith Ablow (né en 1961), psychiatre et écrivain.
- Richard Phillips (né en 1962), peintre.
- Tyler Hamilton (né en 1971), cycliste.
- Cory Schneider (né en 1986), hockeyeur.
- Lauren Henderson (née en 1986), chanteuse de jazz.

### Personnalité ayant résidé
- Harry Kemelman (1908-1996), auteur américain de romans policiers, né à Boston, puis établi à Marblehead jusqu'à sa mort.
- Token (né en 1998), rappeur américain, né à Salem.